# Прасад, Раджендра
Радже́ндра Праса́д (хинди राजेन्द्र प्रसाद, 3 декабря 1884, Зерадеи, Британская Индия — 28 февраля 1963, Патна, Индия) — индийский борец за независимость Индии, ставший впоследствии первым президентом страны (1950—1962).
Автор ряда книг на политическую и экономическую темы.

## Биография

### Ранние годы и образование
Раджендра Прасад родился 3 декабря 1884 года в Зерадеи на территории современного штата Бихар. Происходил из касты каястха — писцов. Его отец был учёным-филологом в области санскрита и персидского языков. Родители женили его в 12 лет.
В 1902 году Прасад поступил в университет Калькутты, в 1915 году с отличием стал магистром права. Работал в различных учебных заведениях в качестве преподавателя. Получив степень по экономике, занимал должность профессора английского языка в колледже Langat Singh, с 1909 года — профессора экономики в городском колледже Калькутты. Завершил свое образованием получением докторской степени в области права в Аллахабадском университете.
Занимался адвокатской практикой в Бхагалпуре. В 1916 году поступил на службу в Высокий суд провинции Бихар и Орисса.

### Политическая карьера
Впервые принял участие в мероприятии Индийского национального конгресса в Калькутте в 1906 г., стал его членом в 1911 г. На сессии Индийского национального конгресса, проходившего в 1916 г. в Лакхнау познакомился с Мохандасом Ганди, а затем и с Джавахарлалом Неру. В 1920 г. принял решение завершить прибыльную карьеру юриста, а также свои обязанности в университете для помощи национально-освободительному движению. Писал статьи для оппозиционных изданий и активно ездил по стране, пропагандируя идеи независимости.
В октябре 1934 г. на сессии в Бомбее был избран президентом Индийского национального конгресса (ИНК). Позже неоднократно подвергался тюремному заключению, хотя и не на долгий период. Возглавлял комитеты помощи пострадавшим от землетрясения в Бихаре (1934) и в Кветте (1935). После принятия в 1942 г. ИНК резолюции «Прочь из Индии!» (Quit India Resolution) был арестован и до 15 июня 1945 г. находился в тюремном заключении.
После образования Временного правительства Индии — Исполнительного совета при вице-короле Индии 2 сентября 1946 г. он стал руководителем департамента продовольствия и сельского хозяйства. Позже он трижды избирался председателем Учредительного собрания, а после вступления в силу подготовленной собранием Конституции Индии 26 января 1950 г. был избран первым президентом страны. Заложил сохраняющуюся по настоящее время традицию независимости президента от партийной принадлежности, выйдя после избрания президентом из Индийского национального конгресса.
Между 1958 и 1960 гг. в качестве президента посетил с государственными визитами Японию, Цейлон, СССР, Малайю и Индонезию. В ходе визита 1960 году в СССР ему было присвоено звание почётного доктора исторических наук МГУ.
Дважды, в 1952 и 1957, переизбирался на пост президента коллегией выборщиков.
В 1962 году подал в отставку, а в следующем году скончался.

## Награды и звания
За свою деятельность был награждён высшей гражданской государственной наградой Индии Бхарат Ратна.